# Drasteriodes leprosa
Drasteriodes leprosa là một loài bướm đêm trong họ Noctuidae.